# Aldeia Velha (Avis)
Aldeia Velha ist eine Gemeinde (Freguesia) im portugiesischen Kreis Avis. In ihr leben 214 Einwohner (Stand 19. April 2021).